# Stenorhopalus nigriceps
Stenorhopalus nigriceps är en skalbaggsart som först beskrevs av Philippi F. 1859.  Stenorhopalus nigriceps ingår i släktet Stenorhopalus och familjen långhorningar. Inga underarter finns listade i Catalogue of Life.